# Antoni Wojtanowicz
Antoni Wojtanowicz (ur. 18 listopada 1893 w Dynowie, zm. 2 maja 1964 w Łodzi) – pułkownik artylerii Wojska Polskiego.

## Życiorys
Urodził się 18 listopada 1893 w Dynowie jako syn Feliksa. Kształcił się w C. K. Gimnazjum w Sanoku, w którym w 1914 ukończył VIII klasę bez zdania egzaminu dojrzałości.
Po zakończeniu I wojny światowej i odzyskaniu przez Polskę niepodległości został przyjęty do Wojska Polskiego. Został awansowany do stopnia kapitana artylerii ze starszeństwem z dniem 1 czerwca 1919. W 1922 pełnił funkcję dowódcy 6 baterii II dywizjonu w 3 pułku artylerii ciężkiej. W 1923 był przydzielony do 22 pułku artylerii polowej w garnizonie Rzeszów, a w 1924 oficerem nadetatowym tej jednostki i wówczas służył w Szefostwie Artylerii i Służby Uzbrojenia w Dowództwie Okręgu Korpusu Nr X w Przemyślu. W 1928 pozostawał oficerem 22 pułku artylerii lekkiej. Został awansowany do stopnia majora artylerii ze starszeństwem z dniem 1 stycznia 1931 i w 1932 zweryfikowany z lokatą 7. W 1932 był w kadrze Centrum Wyszkolenia Artylerii w Toruniu.
W okresie mobilizacji wobec zagrożenia konfliktem zbrojnym w sierpniu 1939 został mianowany dowódcą 25 pułku artylerii lekkiej (podporządkowanemu 25 Dywizji Piechoty, wchodzącej w skład Armii „Poznań”) i pełnił tę funkcję po wybuchu II wojny światowej w okresie kampanii wrześniowej. Był ostatnim dowódcą pułku. Wzięty do niewoli przebywał w niemieckim obozie jenieckim.
Po wojnie mianowany pułkownikiem. Zamieszkiwał w Łodzi (1958). Pełnił funkcję kierownika biura Polskiego Związku Wędkarskiego w Łodzi.
Zmarł 2 maja 1964 w Szpitalu im. Norberta Barlickiego w Łodzi. Został pochowany 6 maja 1964 na Cmentarzu Doły w Łodzi.

## Ordery i odznaczenia
- Krzyż Srebrny Orderu Virtuti Militari
- Srebrny Krzyż Zasługi (10 listopada 1928)[19]